# Матюхін Олексій Павлович
Олексій Павлович Матюхін (нар. 16 березня 1912, Ходиніно — 1945, Бауцен) — радянський офіцер, учасник другої оборони Севастополя, командир батареї № 111/701 на Малаховому кургані.

## Біографія

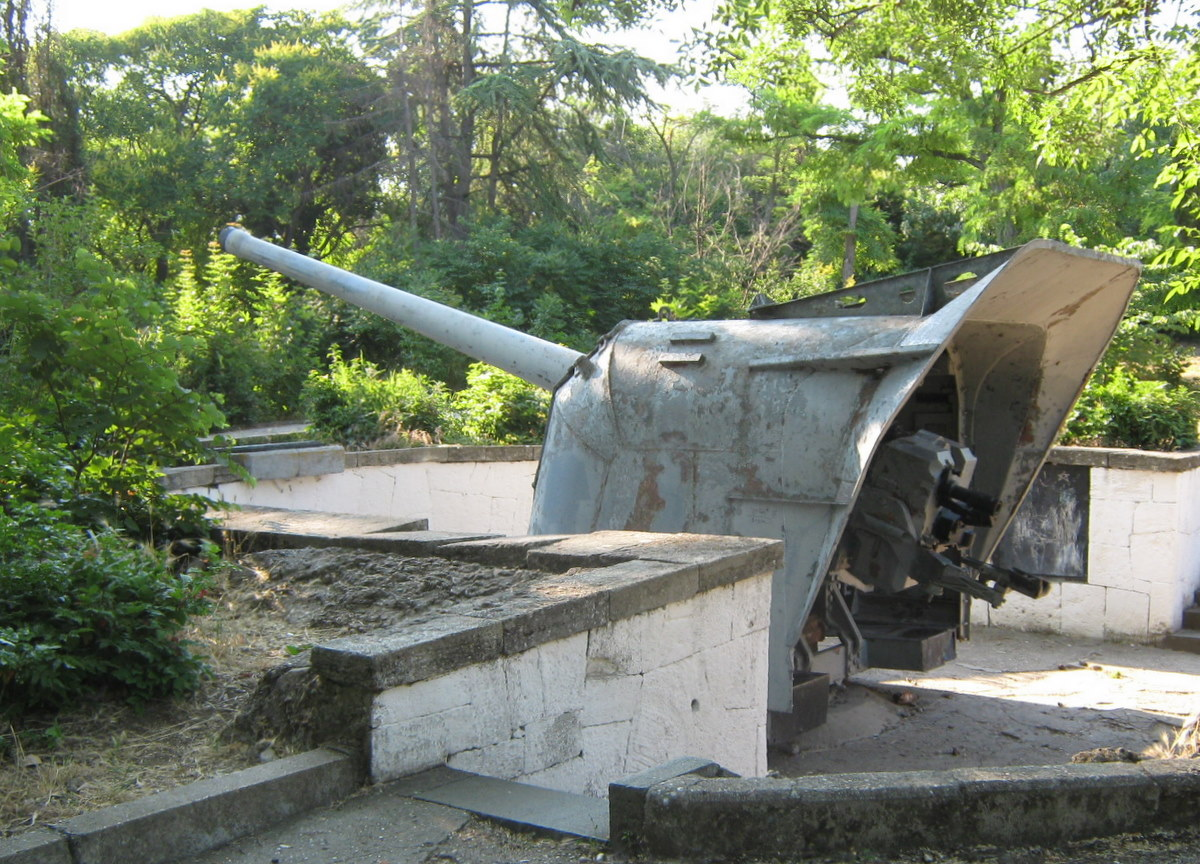
130-мм гармата батареї Матюхіна на Малаховому кургані

Народився в селі Ходиніному (тепер Рибновського району Рязанської області) в родині робітника. Росіянин.
У лавах РСЧФ з 1932 року. З жовтня 1940 року — командир БЧ-2 есмінця «Совершенный». З 17 листопада 1941 року командир 111 (701) — берегової батареї 4-го (177) БО ГБ ЧФ, Малахов курган.
З 4 липня 1942 року по 1945 рік був у полоні. Загинув у фільтраційному таборі НКВС, Бауцен, Німеччина.

## Нагороди, пам'ять
Нагороджений орденом Червоної Зірки (22.02.1942).
22 грудня 1954 року в Севастополі в Нахімовському районі на честь Олексія Матюхіна названо вулицю.